# Лав, Огастес Эдвард Хаф
Огастес Эдвард Хаф Лав (также возможно написание Ляв, Август Эдуард Хьюг; англ. Augustus Edward Hough Love; 17 апреля 1863, Уэстон-сьюпер-Мэр — 5 июня 1940, Оксфорд) — английский математик, известный своими трудами по математической теории упругости и теории приливных волн. Разработал математическую модель поверхностных волн, известных как волны Лява. Он внёс вклад в теорию приливов, введя новые параметры, известные как числа Лява.

## Биография
Огастес Эдвард Хаф Лав получил образование в Wolverhampton Grammar School и в 1881 получил стипендию в колледже Сент-Джон в Кембридже, где пребывал в сомнениях, следует ли ему изучать классиков или математику. Его последующие успехи оправдали выбор математики, а в 1886 году он был избран членом колледжа. В 1899 году он был назначен сайдлеровским профессором естественной философии в Оксфордском университете. Это место он сохранил до самой своей смерти в 1940 году.
В 1909 году учёный был награждён Королевской медалью Лондонского королевского общества.
Он был также членом Куинз-колледже в Оксфорде. Он был секретарем Лондонского математического общества в 1895—1910 годах, и президентом его в 1912—1913 годах.
Огастес Эдвард Хаф Лав умер 5 июня 1940 года в Оксфорде.

## Память
В 1970 году Международный астрономический союз присвоил имя Огастеса Лава кратеру на обратной стороне Луны.